# Кумозек (Мойинкумський район)
Кумозе́к (каз. Құмөзек) — село у складі Мойинкумського району Жамбильської області Казахстану. Входить до складу Карабогетського сільського округу.
Населення — 602 особи (2021; 729 у 2009, 921 у 1999, 1370 у 1989).